# Parti national-socialiste grec
Le Parti national socialiste grec, en grec moderne : Ελληνικό Εθνικό Σοσιαλιστικό Κόμμα / Ellinikó Ethníko Socialistikó Kómma, est un parti nazi fondé en 1932, en Grèce, par Geórgios Merkoúris, un ancien ministre,.

## Histoire
Fondé à Athènes en décembre 1932, le Parti national-socialiste est l'un des groupes d'extrême droite actifs dans le pays à l'époque, les autres comprenant l'Union nationale de Grèce (Εθνική Ενωση Ελλάδος), Paix de fer (Σιδηρά Ειρήνη), Trident (Τρίαινα), et État souverain national (Εθνικό Κυρίαρχο Κράτος, dirigé par Skilakakis). Il s'est toutefois distingué en étant le plus farouche soutien d'Adolf Hitler, cherchant à copier le Parti national-socialiste des travailleurs allemands en termes d'organisation et de politique.
Le parti apparaît après que Merkoúris, qui avait auparavant montré de la sympathie pour les syndicats fascistes italiens, s'est séparé de Panagís Tsaldáris et du parti populiste sur la nécessité d'un gouvernement de coalition. Grâce à des contacts avec Galeazzo Ciano, Merkoúris obtient des fonds pour le nouveau groupe en provenance d'Italie, bien que ceux-ci se soient rapidement taris car ils n'étaient pas convaincus que le parti était en mesure de prendre le pouvoir.
Le parti est largement orienté vers le fascisme italien, même si Merkoúris lui-même et certains de ses principaux partisans sont plus attirés par le modèle allemand. Merkoúris a parfois été utilisé comme intermédiaire par le gouvernement collaborationniste pendant l'occupation allemande.